# TV Unesp
TV Unesp é uma emissora de televisão brasileira sediada em Bauru, cidade do estado de São Paulo. Opera no canal 46 UHF, e é afiliada à TV Cultura. Pertencente à Universidade Estadual Paulista “Júlio de Mesquita Filho”, a emissora integra junto com a Rádio Universitária Unesp FM o Centro de Rádio e Televisão Cultural e Educativo. Seus estúdios estão localizados no bairro Jardim Contorno, e seus transmissores estão localizados no Jardim Ouro Verde.

## História
A primeira transmissão da emissora aconteceu em 4 de novembro de 2011.
Primeira emissora universitária 100% digital criada no Brasil, o projeto foi idealizado e fundado pelo então professor da Faculdade de Arquitetura, Artes e Comunicação (FAAC) da UNESP, Antônio Carlos de Jesus, com o apoio do então reitor da Universidade, Herman Jacobus Cornelis Voorwald. Na proposta original, a emissora seria parte de um complexo educativo chamado  Centro de Rádio e Televisão Cultural e Educativo. 
A TV Unesp trabalha com equipamentos de última geração e está atenta às tendências do mercado audiovisual. O canal conta também com outros diferenciais, como pesquisa e aplicação de novas formas de trabalhar cenários virtuais, implementação de interatividade dentro dos programas, estreitamento de relações com o público através das mídias sociais, internet, disponibilização de conteúdos on demand e utilização de figurino e maquiagem adequados à tecnologia HD, inovando a forma de se pensar e fazer televisão no Brasil.
Com o intuito de levar uma programação de qualidade para o público e cumprir seu papel enquanto instituição de ensino superior, a TV Unesp é um espaço aberto a um novo grupo de pesquisas que envolve TV digital, novas tecnologias, projetos educacionais e culturais, trazendo para o público uma experiência audiovisual única.
Em 18 de dezembro de 2019, a emissora firmou contrato de parceria com a TV Cultura, da qual passou a ser afiliada, substituindo a TV Brasil.

## Sinal digital
| Canal virtual | Canal digital | Resolução de tela | Programação                                    |
| ------------- | ------------- | ----------------- | ---------------------------------------------- |
| 46.1          | 46 UHF        | 1080i             | Programação principal da TV Unesp / TV Cultura |

Transição para o sinal digital
Com base no decreto federal de transição das emissoras de TV brasileiras do sinal analógico para o digital, a TV Unesp, bem como as outras emissoras de Bauru, cessou suas transmissões pelo canal 45 VHF em 28 de março de 2018, seguindo o cronograma oficial da ANATEL.